# Junya Yamashiro
Junya Yamashiro (født 19. juni 1985) er en tidligere japansk fodboldspiller.
Han har spillet for flere forskellige klubber i sin karriere, herunder Cerezo Osaka og Sagan Tosu.